# Cher

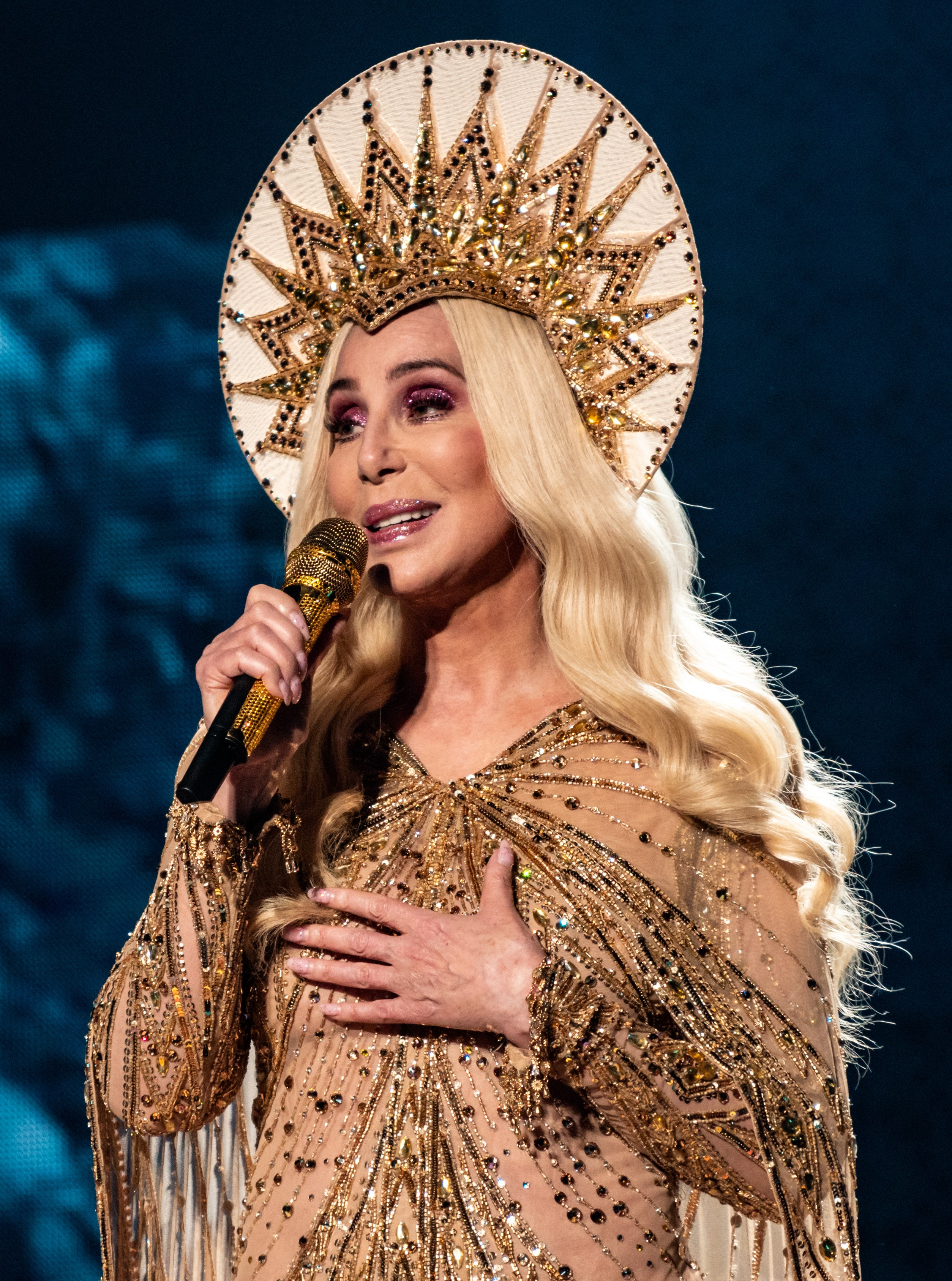
Cher, 2019

Cher [ʃɛɹ] (* 20. Mai 1946 als Cheryl Sarkisian in El Centro, Kalifornien) ist eine US-amerikanische Sängerin und Schauspielerin. Durch ihr Auftreten und Wirken in Musik, Film und Fernsehen wie auch in der Mode wurde sie zu einer Ikone der Popkultur. Ihr wird der Einzug weiblicher Eigenständigkeit und Selbstverwirklichung in die Unterhaltungsindustrie zugeschrieben. Dafür bekannt, kontinuierlich sowohl ihre Musik als auch ihr Image neu zu erfinden, wird sie auch als Goddess of Pop (Göttin der Popmusik) bezeichnet. Von Folk über Disco und Rockmusik bis hin zu Electropop wandte sich Cher im Verlauf ihrer Karriere diversen Genres zu, die sie zum Teil auch prägte.
1965 wurde sie als weiblicher Part des Duos Sonny and Cher durch den Hit I Got You Babe bekannt. Parallel dazu schlug sie eine Solokarriere als Sängerin ein, die sie ab 1971 mit der Fernsehsendung The Sonny and Cher Comedy Hour – für die sie 1999 mit Sonny Bono auf dem Hollywood Walk of Fame verewigt wurde – und ihren Ablegern erfolgreich fortsetzen konnte. In den 1980er Jahren startete sie eine zweite Karriere als Schauspielerin zunächst am Broadway; nach erstem Kritikerlob für ihre Filmrollen in Silkwood und Die Maske gewann sie 1988 den Oscar als Beste Hauptdarstellerin für Mondsüchtig. Jahrzehntelang war sie stilprägend, schaffte es sechsmal auf das Cover der Vogue und wurde 1999 mit dem „Fashion Oscar“ für ihren Einfluss auf die Modewelt ausgezeichnet. Ihre von 2002 bis 2005 laufende Farewell Tour war laut Guinness-Buch der Rekorde (2007) die bis dahin erfolgreichste Tournee einer Solo-Künstlerin.
Außerdem ist sie Emmy-, Grammy- und dreifache Golden-Globe-Preisträgerin. Mit über 200 Millionen verkauften Tonträgern und weiteren 80 Millionen zusammen mit ihrem früheren Ehemann Sonny Bono gehört sie zu den kommerziell erfolgreichsten Musikern des 20. und 21. Jahrhunderts. Zu den populärsten Singles der Musikgeschichte zählt ihr Welthit Believe aus dem gleichnamigen Album von 1998, mit dem sie den Effekt Auto-Tune populär machte. Mit ihrer Single I Hope You Find It im Jahr 2013 etablierte sie sich als Künstlerin mit der am längsten andauernden Chartkarriere. 2023 brach sie ihren eigenen Rekord: Als einzige Künstlerin konnte sie in allen sieben Dekaden ihrer Karriere einen Nummer-eins-Hit in einer Sparte der Billboard-Charts landen.

## Familie
Chers Vater, John Sarkisian, war Amerikaner armenischer Abstammung, ihre Mutter, Georgia Holt (geboren als Jackie Jean Crouch; 1926–2022), hatte deutsch-französisch-irisch-englische Wurzeln. Nach der Scheidung ihrer Eltern wuchs Cher bei ihrem Adoptivvater Gilbert LaPiere und ihrer Mutter auf.
Aus ihrer 1964 geschlossenen ersten Ehe mit Sonny Bono entstammt Chaz Bono (bis Mai 2010 Chastity Sun Bono). In den 1970er Jahren war Cher mit Gregg Allman verheiratet; der Sohn aus dieser Ehe ist Elijah Blue Allman. Nach der Scheidung von Gregg Allman war sie kurze Zeit mit dem Kiss-Bassisten Gene Simmons liiert. Von 1989 bis 1991 war Cher mit dem damaligen Bon-Jovi-Gitarristen Richie Sambora zusammen. Cher ist Buddhistin.

## Karriere

### 1965–1969: Sonny and Cher

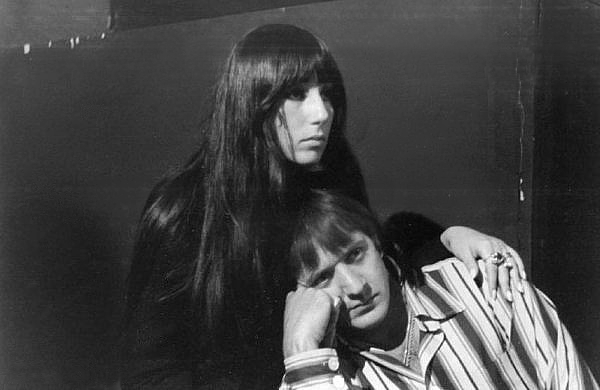
Sonny and Cher, 1966

Cher heiratete 1964 Sonny Bono, den sie zwei Jahre zuvor kennengelernt hatte. Er brachte sie als Backgroundsängerin in die Plattenstudios von Phil Spector. Dort sang sie auf Platten von den Ronettes und den Righteous Brothers. Es folgte die Gründung des Popduos Sonny and Cher.
1965 landete das Paar mit I Got You Babe seinen ersten weltweiten Nummer-1-Hit. Innerhalb von 21 Tagen verkaufte sich die Single über drei Millionen Mal; bis heute sind es sieben Millionen verkaufte Schallplatten. Das Video zu I Got You Babe war das erste Musikvideo und wurde bei Top of the Pops gedreht. Die im selben Jahr veröffentlichten fünf Singles des Duos platzierten sich zeitgleich in der Liste der internationalen Top-20-Hits, weitere Hits sollten 1965 mit Baby Don't Go, 1966 mit Little Man und 1968 mit The Beat Goes On folgen. 1965 starteten Sonny und Cher ihre erste ausverkaufte Wondrous World Tour im Hollywood Bowl. Mit über 80 Millionen verkauften Platten wurden Sonny and Cher zum erfolgreichsten Künstlerehepaar aller Zeiten.
Parallel dazu trat Cher auch als Solosängerin auf. Mit der Coverversion des Bob-Dylan-Titels All I Really Want to Do erzielte sie 1965 ihren ersten Nummer-1-Hit, 1966 folgte Bang Bang (My Baby Shot Me Down) und 1967 You Better Sit Down Kids. Chers weit ausgestellte Schlaghosen und ihre Pelzwesten wurden zu ihrem Markenzeichen genau wie ihr schwarzes glattes Haar und ihr dicker Lidstrich. So erzielte sie zwischen 1965 und 1971 durchschnittlich 30 Millionen US-Dollar (heutige Kaufkraft 450 Millionen Dollar) Umsatz.
Auf einer Dinnerparty bei Jackie Kennedy lernte Cher Diana Vreeland kennen, einige Wochen später machte Richard Avedon Fotos von Cher für die Vogue. Unter Vreeland erschien sie zwischen 1965 und 1971 achtmal in der Vogue. In den 70ern machte die neue Kreativchefin der Vogue, Grace Mirabella, Cher zu ihrem Liebling, und so erschien sie von 1972 bis 1975 fünfmal auf dem Cover der US-Vogue und 1972 auch in der französischen Vogue.
1969 führte das Engagement beim Film Chastity zum finanziellen Ruin des Paares. Um ihre Schulden abzutragen, traten die beiden in Las Vegas beinahe allabendlich in Varietés und Nachtclubs auf.

### 1970–1979: Erfolge in Musik und Fernsehen

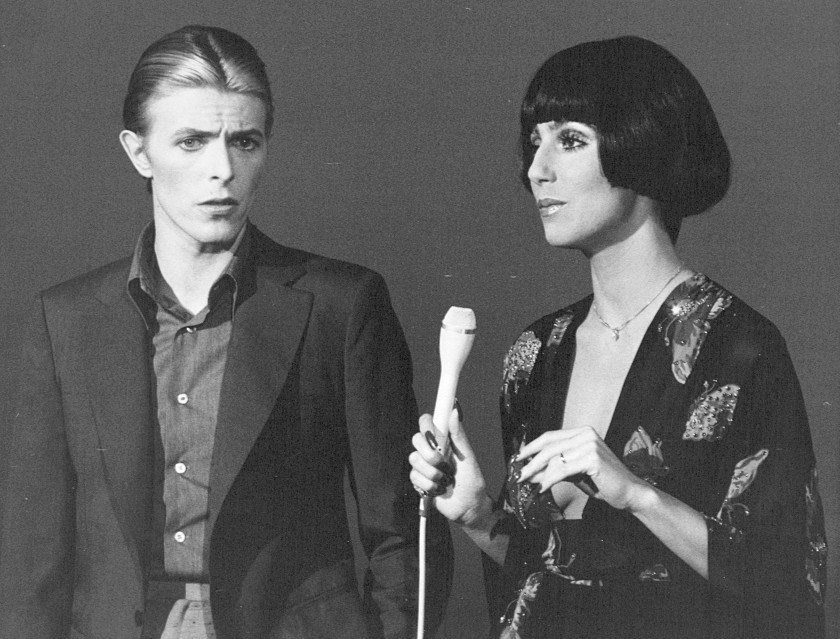
Cher mit David Bowie, 1975

1970 bekamen Sonny and Cher ihre eigene Show in Las Vegas, Sonny and Cher Nitty Gritty Hour, die dann ein Jahr später als Sonny and Cher Comedy Hour zu einer Fernsehshow wurde. Innerhalb kürzester Zeit avancierte die Show zum Erfolg und brachte den beiden 125.000 US-Dollar pro Woche. Jedes Mal saßen rund 25 Millionen Amerikaner (Einschaltquote von 35 %) vor den Fernsehschirmen. Ihre Hits All I Ever Need Is You (1971) und A Cowboy’s Work Is Never Done (1972) platzierten sich wieder in den internationalen Top-10 und sie wurden 1971 bei dem Grammy Awards als „Bestes Duo“ nominiert.
Zu gleicher Zeit landete Cher ihren ersten Nummer-1-Hit in den USA Gypsies, Tramps and Thieves (1971), gefolgt vom Top-10-Hit The Way of Love (1972), und sie wurde zum ersten Mal ohne Bono als beste Künstlerin für den Grammy nominiert.
Im Februar 1974 reichte Cher die Scheidung von Bono ein. Daraufhin verklagte er sie mehrmals auf insgesamt 24 Millionen US-Dollar (heute 360 Millionen Dollar), den angeblichen durch ihren Ausstieg verursachten Verlust. Ihr Liebhaber David Geffen wurde ebenso von Bono auf 13 Millionen US-Dollar (195 Millionen Dollar) verklagt. Chers Rechtsanwälte stellten jedoch fest, dass Bono 95 Prozent der Anteile von Chers Firmenimperium hielt und sein Anwalt Spiegel fünf Prozent; Cher hatte gar keine. Der Richter wies Bonos Klage zurück und sprach Cher einen monatlichen Unterhalt in Höhe von 25.000 US-Dollar (375.000 Dollar) und das Aufsichtsrecht für Chastity sowie einen Unterhalt von 1.500 US-Dollar (22.500 Dollar) zu. Außerdem wurde eine einstweilige Verfügung erlassen, der zufolge Bono keinen Zugriff auf Chers Vermögen mehr hatte.
Cher bekam nach der Scheidung ein einmonatiges Engagement in Las Vegas für 600.000 US-Dollar und ging auf eine Konzerttournee, für die sie eine Million Dollar erhielt. Ihre Singles Half-Breed (1973) und Dark Lady (1974) schafften es bis an die Spitze vieler Charts. Dazu bekam sie ihre eigene Show, die Cher Show, die so hohe Einschaltquoten erreichte, dass Stars wie Tina Turner, Elton John, Michael Jackson und Bette Midler zu regelmäßigen Gästen der Show wurden.
Am 10. Juli 1976 kam Elijah Blue aus der Ehe mit Gregg Allman zur Welt. Zwischen 1972 und 1977 bekam Cher für ihr schauspielerisches Schaffen sieben Emmys und drei Golden-Globe-Nominierungen; einen davon gewann sie dann 1972 als beste TV-Darstellerin. Ihre drei Fernsehshows erzielten Sehbeteiligungen von 40 % und Jahreszuschauerquoten von 21 bis 23 %. Damit waren sie von 1973 bis 1976 die führenden TV-Shows des Jahres. 1979 landete Cher ihren nächsten internationalen Dance-Hit Take Me Home; im selben Jahr veröffentlichte sie die Single Hell on Wheels.

### 1980–1987: Etablierung als Filmstar
1981 bekam Cher im Caesars Palace in Las Vegas ihre eigene zweijährige Show Cher: A Celebration at Caesar’s Palace. Für diese Show erhielt sie eine Gage von 350.000 Dollar pro Woche. Sie begann eine Karriere als ernsthafte Schauspielerin. Robert Altman unterstützte sie, und so wurde sie 1982 für Ed Gracyks Broadway-Stück Come Back to the Five and Dime, Jimmy Dean, Jimmy Dean engagiert. Altman engagierte sie 1982 auch für den gleichnamigen Film; für die Rolle bekam sie eine Golden-Globe-Nominierung als beste Darstellerin.
Mike Nichols engagierte Cher für Silkwood (1983), das ihr eine Oscar- und BAFTA-Nominierung sowie den Golden Globe für die beste weibliche Nebenrolle einbrachte. Ihre erste Hauptrolle übernahm sie in Peter Bogdanovichs Filmdrama Die Maske (1985), in dem sie die Mutter des an Kraniodiaphysärer Dysplasie leidenden Roy L. Dennis spielte. Der Film brachte ihr bei den Internationalen Filmfestspielen von Cannes 1985 den Preis als beste Darstellerin ein. Cher engagiert sich seit ihrer Rolle im Film Die Maske für die Children’s Craniofacial Association.
Zwischen 1986 und 1988 spielte sie in Die Hexen von Eastwick mit Jack Nicholson, Michelle Pfeiffer und Susan Sarandon, in Suspect – Unter Verdacht und im Komödienerfolg Mondsüchtig, der ihr einen Oscar, Golden Globe und David di Donatello sowie je eine Nominierung bei den Internationalen Filmfestspielen von Berlin und den BAFTA Awards bescherte. 1990 kam der Film Meerjungfrauen küssen besser in die Kinos. Premiere Magazine kürte Cher zur einflussreichsten Schauspielerin des Jahres 1990.
1986 sorgte Cher für Aufregung, als sie zur Oscarverleihung das damals teuerste Kleid von Bob Mackie trug. 1988 sorgte sie in den USA bei der Oscarverleihung für Aufregung, als sie ein transparentes Kleid trug, das den Verzicht auf Unterwäsche nur dürftig durch einige Perlen und Pailletten kaschierte. Bereits 1987 war sie in Thomas Gottschalks Wetten, dass..? in einem durchsichtigen kurzen schwarzen Kleid aufgetreten, unter dem sie nur einen dunklen Tanga-Slip trug.

### 1987–1997: Rückkehr ins Musikgeschäft, TV-Arbeit

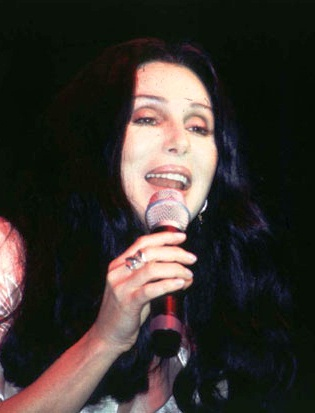
Cher, 1996

1987 kehrte Cher wieder ins Musikgeschäft zurück; ihre beiden Alben Cher (1987) und Heart of Stone (1989) verkauften sich insgesamt weltweit über 20 Millionen Mal. Das Video zu ihrem weltweiten Nummer-1-Hit If I Could Turn Back Time (1989), in dem Cher leichtbekleidet auf dem Deck des Schlachtschiffs Missouri auftrat, löste Kontroversen aus und wurde von MTV ins Abendprogramm verbannt. Weitere Singles aus diesen Alben wurden zu Top-10-Hits; I Found Someone (1987), After All (1989), Just Like Jesse James (1989). Nach dem großen Erfolg ihrer beiden Alben ging Cher auf die ausverkaufte US-Tour Heart of Stone.
Das Album Love Hurts (1991) und ihr erstes Greatest-Hits-Album 1965–1992 konnten an diesen Erfolg anknüpfen; beide verkauften sich 18 Millionen Mal. Ihr Soundtrack The Shoop Shoop Song (1991) zu Meerjungfrauen küssen besser wurde zum weltweiten Nummer-1 Hit, die Nachfolge-Single Love and Understanding (1991) konnte sich in den internationalen Top-10 behaupten. Die ausverkaufte Love Hurts Tour führte Cher als Sängerin nach über zehn Jahren wieder nach Deutschland, wo sie beim Echo als „beste internationale Künstlerin“ ausgezeichnet wurde. Aufgrund einer Erkrankung am Chronischen Fatigue-Syndrom zog Cher sich zeitweise aus der Öffentlichkeit zurück.
Madame Tussauds Wax Museum verewigte Cher 1992 mit einer lebensgroßen Statue als eine der fünf schönsten Frauen der Geschichte. 1995 erschien Chers Album It’s a Man’s World. Aus dem Album wurden Hits wie die Coverversion von Walking in Memphis und One by One als Singles veröffentlicht. Mit dem Song Love Can Build a Bridge mit Neneh Cherry, Chrissie Hynde und Eric Clapton erreichte sie die Spitze der englischen Charts.
1997 spielte Cher in der TV-Produktion Haus der stummen Schreie, bei der sie auch Regie führte. Für den Film bekam sie den Gold Apple des National Educational Media Network als besten Film und zwei Golden-Globe-Nominierungen. Für ihren Film Faithful wurde Cher bei den Internationalen Filmfestspielen Berlin 1996 nominiert.

### 1998–2007: Musikalischer Höhepunkt, Abschiedstournee
1998 erzielte Cher mit der Discoproduktion Believe einen weltweiten Nummer-1-Hit, der auch mit einem Grammy Award ausgezeichnet wurde und zugleich den größten Verkaufserfolg ihrer Karriere darstellte. Der Effekt Auto-Tune von extrem überhöhter Tonhöhenkorrektur ist durch das Lied Believe bekanntgeworden. 1999, nachdem das Album Believe sich zehn Millionen Mal verkauft hatte und die Single Strong Enough ein weiterer weltweiter Hit geworden war, ging Cher auf die Welttournee Do You Believe?, die 119 Shows in den USA, Europa und Afrika umfasste und sofort ausverkauft war. Im selben Jahr wurde sie zum meistgespielten Künstler in Discos und Clubs. 2000 bekam sie einen Echo als beste internationale Künstlerin und den World Music Award als „lebende Legende“. Hollywood ehrte sie nach über 30 Jahren für ihre erfolgreichen TV-Shows in den 1970ern mit einem Stern auf dem Hollywood Walk of Fame.

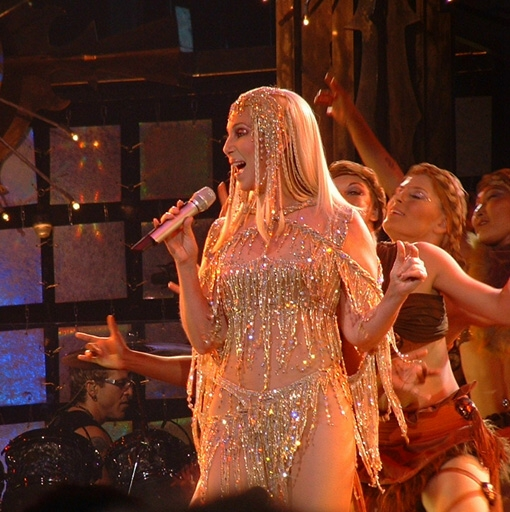
Cher während der Farewell Tour in Paris, 2004

2001 brachte Cher das Album Living Proof heraus. Die Single The Music’s No Good Without You schaffte es in den internationalen Charts auf Platz eins, und Cher wurde in Deutschland mit dem Bambi als beste Sängerin des Jahrhunderts ausgezeichnet. Der Song Alive Again wurde als offizieller die Berichterstattung der ARD über die XIX. Olympischen Winterspiele in Salt Lake City 2002 begleitender Song ausgewählt. Im Rahmen ihrer Farewell Tour 2004 kam Cher für vier Konzerte nach Deutschland, wo sie den Women’s World Award für ihre außergewöhnliche Karriere als eine der erfolgreichsten Sängerinnen und Schauspielerinnen erhielt. Im folgenden Jahr erhielt sie den Billboard Music Awards für ihr Lebenswerk sowie einen zweiten als meistgespielter Künstler in Discos und Clubs des Jahres 2002. Für die Club-Single Love One Another gab es 2004 eine Grammy-Nominierung.
2002 beschloss Cher, sich mit einer letzten Farewell Tour vorerst vom Publikum zu verabschieden. Dies bescherte ihr den Emmy Award für das beste Live-Programm. Die Tour endete nach 325 Auftritten weltweit (3 Millionen Besucher) mit Rekordeinnahmen von über 250 Millionen US-Dollar am 30. April 2005. Die Konzertreise war damit laut Guinness-Buch der Rekorde 2007 die bis dahin erfolgreichste Tournee einer Künstlerin. Am 8. April 2003 strahlte NBC die Farewell Tour, die von 16,6 Millionen Zuschauern gesehen wurde, zum ersten Mal in den USA aus. 2005 wurde Cher bei den MTV Australia Video Music Awards für ihr Lebenswerk geehrt, nachdem ihre Farewell Tour im selben Jahr alle Verkaufsrekorde in Australien gebrochen hatte. Seit 2007 steht Cher in Madame Tussauds Hongkong als einzige westliche Frau in der Top-10 der Hong-Kong-Glamour. In London, Las Vegas, New York City und Washington, D.C. ist sie ebenfalls präsent. Im Juli 2007 kündigte Cher immer der Zeitschrift Chrome-Hearts an, dass sie an einem neuen Album arbeite, verschob die Pläne dann jedoch bis auf weiteres.

### 2008–2011: Las-Vegas-Show, Filmprojekte
Von Mai 2008 bis Februar 2011 war Cher im 4300 Sitzplätze fassenden Colosseum des Caesars Palace in Las Vegas in nahezu 200 Auftritten in ihrer Show Cher at the Colosseum live zu sehen. Für ihr Engagement soll sie vom Umsatz an Tickets und Merchandise-Produkten über 200 Millionen US-Dollar erhalten haben.
Für ihre Lebensleistung als Sängerin und Schauspielerin wurde sie 2008 und 2010 mit folgenden Auszeichnungen geehrt: Armenian Music Awards – Legend Award (2008), Glamour Women of the Year – Lifetime Achievement Award (2010), Grauman’s Chinese Theatre – Hand- und Schuhabdrücke (2010).
Im September 2010 trat Cher im Rahmen der MTV Video Music Awards in Los Angeles als Laudatorin auf, um den Preis für das beste Video des Jahres an Lady GaGa zu überreichen. Sie sorgte für Aufregung, da sie in einem ähnlich skandalträchtigen transparenten Outfit auf der Bühne erschien, wie sie es bereits in ihrem Video If I Could Turn Back Time aus dem Jahr 1989 getragen hatte.
Rechtzeitig zu Thanksgiving 2010 erschien der Musical-Film Burlesque in den US-Kinos. Deutschland, Österreich und die Schweiz zogen im Januar 2011 nach. In diesem Film spielt Cher die Clubbesitzerin Tess, deren Burlesque-Theater seine besten Zeiten schon hinter sich hat, aber schließlich durch das junge Mädchen Ali, gespielt von Christina Aguilera, wieder zu neuem Glanz kommt. Die Regie übernahm Steven Antin.
Mit der Single You Haven't Seen The Last of Me aus dem Film erreichte sie im Januar 2011 die Nummer 1 der Billboard Dance/Club Play Charts. Im selben Monat wurde die Single mit dem Golden Globe und dem Satellite Award als „Bester Song“ ausgezeichnet. Die erhoffte Oscar-Nominierung für den von Diane Warren komponierten Song blieb jedoch aus. 2012 wurde der Song für den Grammy Award nominiert. Im Film Der Zoowärter übernahm Cher neben Kevin James in der Hauptrolle, Sylvester Stallone als Löwe und Adam Sandler als Affe die Synchronisation einer Löwin. Der Film erschien im Juli 2011 in den US-Kinos.

### 2013–2017: Musikalisches Comeback, Tournee und weitere Projekte

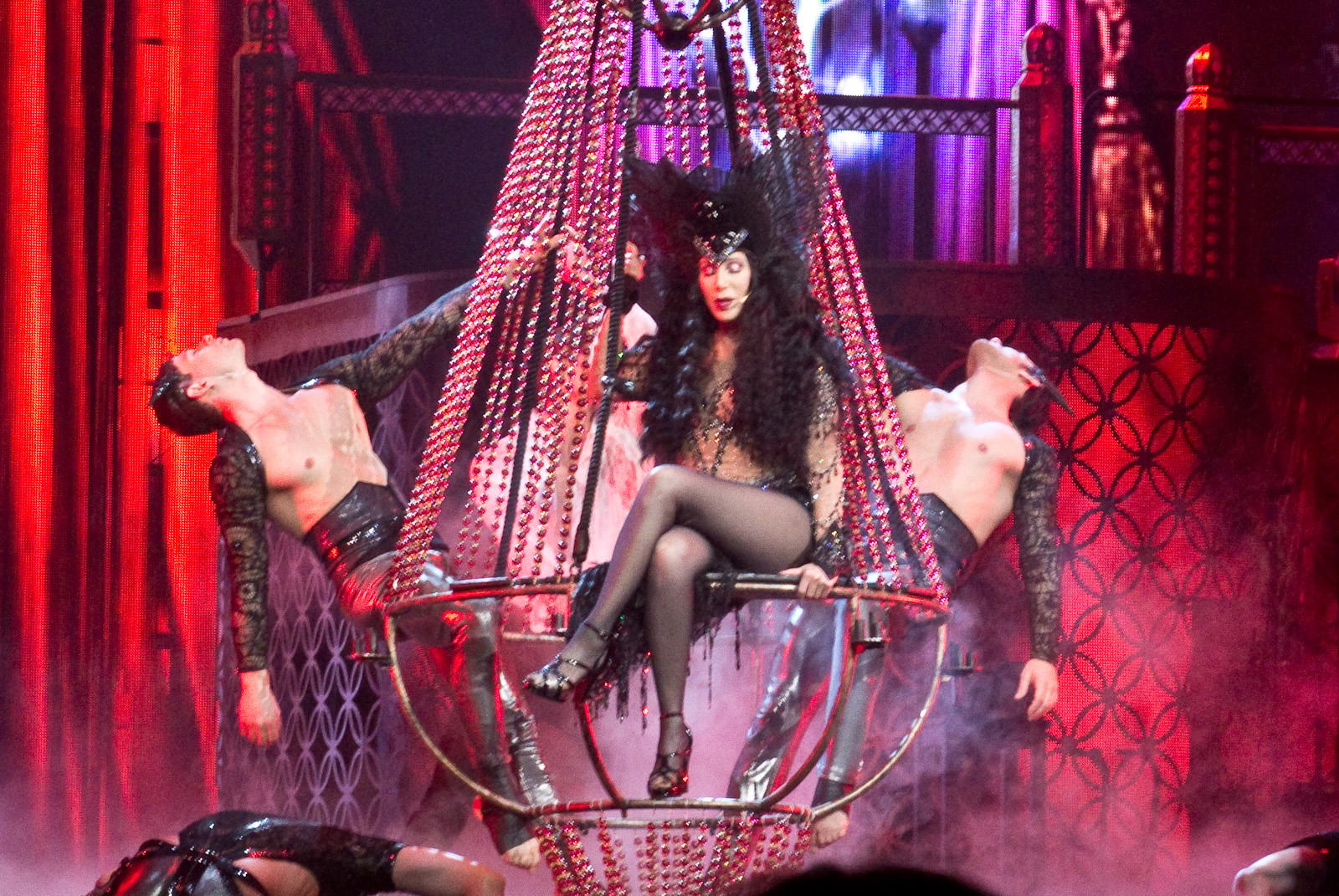
Cher, 2014

Auf dem Country-Album Honky Tonk Woman ihrer Mutter Georgia Holt, das im April 2013 erschien, ist ein Duett der beiden mit dem Titel I’m Just Your Yesterday enthalten und auf dem Lied Cryin' Time ist sie im Hintergrund zu hören. Auch an der Produktion war Cher beteiligt. Zur Familiengeschichte erschien zeitgleich eine von Cher produzierte TV-Dokumentation mit dem Titel Dear Mom, Love Cher (Liebe Mom, in Liebe Cher), die ab September 2013 online angeboten wurde.
Ein Comeback in der Pop-Szene feierte Cher mit ihrem 26. Studioalbum Closer to the Truth, das im September 2013 erschien. Die Lead-Single Woman’s World wurde bereits im Juni 2013 ausgekoppelt, I Hope You Find It folgte im Oktober. Weiterhin erschienen die Lieder Take It Like a Man (November 2013) und I Walk Alone (April 2014) als Singles und Remix-EPs.
Ab März 2014 befand sich Cher auf ihrer Dressed to Kill Tour durch Nordamerika. Dort gab sie insgesamt 49 Konzerte, die knapp 55 Millionen Dollar einspielten. Nach dem großen Erfolg gab Cher bekannt, die Tournee zunächst um 14 Konzerte zu verlängern. Kurz vor Start der Konzerte musste Cher diese jedoch aufgrund einer Infektion verschieben. Letzten Endes musste die restliche Tour ganz abgebrochen werden.
2015 wurde sie mit dem Modedesigner Marc Jacobs auf der Met Gala gesehen, und kurz darauf verkündete das Label, dass Cher Teil seiner Herbst-/Winterkampagne 2015 sein werde. Außerdem feierte sie im selben Jahr ihr 50. Jubiläum als Sängerin und setzte die Arbeit an ihrem Musical fort, die sie schon 2012 begonnen hatte. Das Musical handelt von ihrem Leben und ist in ihre Persönlichkeiten in drei Lebensabschnitten aufgeteilt. Cher selbst tritt in diesem Musical nicht auf, deutete aber an, ein neues Album zu produzieren. Im September 2017 wurde bekanntgegeben, dass The Cher Show ab Juni 2018 für einen Monat in Chicago und ab Herbst 2018 am Broadway aufgeführt werden soll.

### 2018–2019: Mamma Mia! Here We Go Again, Dancing Queen und Welttournee
Im Herbst 2017 nahm Cher an den Dreharbeiten zur ABBA-Musical-Fortsetzung Mamma Mia! Here We Go Again teil, die im Juli 2018 in die Kinos kam. Darin spielt sie die Großmutter der Hauptrolle Sophia, Ruby Sheridan, und übernimmt u. a., unterstützt durch Andy García, die Lead Vocals in der Coverversion des ABBA-Hits Fernando. Die Single stieg auf Platz 22 in die Billboard Adult Contemporary Charts ein.
Im Mai 2018 wurde verkündet, dass Cher zunächst im September und Oktober 2018 mit zwölf geplanten Konzerten in Australien und Neuseeland auf Tournee gehen werde. Die Here We Go Again Tour begann im September 2018 in Auckland, Neuseeland. Es war das erste Mal seit 13 Jahren, dass die Sängerin diese Gebiete mit einer Tournee erreichte. Im September 2018 wurde ein aus Coverversionen von ABBA-Songs bestehendes Album mit dem Titel Dancing Queen veröffentlicht. Es war Chers erstes Album seit fünf Jahren.
Die Lead-Single Gimme! Gimme! Gimme! (A Man After Midnight) wurde im August desselben Jahres vorab digital veröffentlicht. Die zweite Singleauskopplung SOS wurde ebenfalls im August 2018 digital veröffentlicht. Die Tournee wurde bis weit in das Jahr 2019 hinein verlängert. Im Herbst 2019 fanden nach fünfzehnjähriger Pause auch fünf Konzerte in Deutschland statt.

## Vermögen
Im Jahr 2002 schätzten Forbes Magazine und Rolling Stone Magazine Chers Nettovermögen auf über 600 Millionen US-Dollar; damit gehört sie neben Madonna, Céline Dion und Mariah Carey zu den reichsten Künstlerinnen der Welt. Neben ihren Villen in Malibu (45 Millionen Dollar), Miami (12,9 Millionen Dollar) und Aspen (2,5 Millionen Dollar) besitzt Cher ein Appartement in West Hollywood (4,5 Millionen Dollar) und London, Grundstücke in Frankreich und Neuseeland; insgesamt über 20 Immobilien. 2006 versteigerte sie Kleidung und Möbel ihrer Villa in Malibu; das brachte ihr 3,5 Millionen Dollar ein. 2004 kaufte sie eine Villa für 650.000 Dollar in Palm Springs und baute sie komplett nach ihren Vorstellungen um. 2007 verkaufte sie die Villa für 2,5 Millionen Dollar. Der Wert ihrer Kunstsammlung wird auf 192,5 Millionen US-Dollar geschätzt und ihr Nettovermögen auf 620 Millionen US-Dollar.
| Musikgagen seit 2000: - 2000: Gage für Musik 40,0 Millionen $ - 2002: Gage für Musik 73,0 Millionen $ - 2003: Gage für Musik 99,4 Millionen $ - 2004: Gage für Musik 33,8 Millionen $ - 2005: Gage für Musik 11,4 Millionen $ - 2008–2010: Gage für die Las Vegas Show 200 Millionen $ | Filmgage: - 1983: Silkwood 150.000 $ - 1985: Die Maske 500.000 $ + 5 % aus den Filmeinnahmen. - 1987: Die Hexen von Eastwick 1 Million $ - 1987: Suspect – Unter Verdacht 1 Million $ - 1987: Mondsüchtig 1 Million $ - 1990: Meerjungfrauen küssen besser 4 Millionen $ |

## Rekorde
- Längste Spanne zwischen Nummer-1-Hits in den USA (I Got You Babe, 1965 – Believe, 1998).
- Längste Spanne zwischen Top-3-Alben in den USA (Look at Us, 1965 – Dancing Queen, 2018)
- Sie war 21 Mal auf dem Cover des People Magazine.[69]

## Diskografie
Studioalben

| Jahr | Titel | Höchstplatzierung, Gesamtwochen, AuszeichnungChartplatzierungen (Jahr, Titel, Platzierungen, Wochen, Auszeichnungen, Anmerkungen) | Höchstplatzierung, Gesamtwochen, AuszeichnungChartplatzierungen (Jahr, Titel, Platzierungen, Wochen, Auszeichnungen, Anmerkungen) | Höchstplatzierung, Gesamtwochen, AuszeichnungChartplatzierungen (Jahr, Titel, Platzierungen, Wochen, Auszeichnungen, Anmerkungen) | Höchstplatzierung, Gesamtwochen, AuszeichnungChartplatzierungen (Jahr, Titel, Platzierungen, Wochen, Auszeichnungen, Anmerkungen) | Höchstplatzierung, Gesamtwochen, AuszeichnungChartplatzierungen (Jahr, Titel, Platzierungen, Wochen, Auszeichnungen, Anmerkungen) | Anmerkungen                                                   |
| Jahr | Titel | DE | AT | CH | UK | US | Anmerkungen                                                   |
| ---- | --- | --- | --- | --- | --- | --- | ------------------------------------------------------------- |
| 1965 | All I Really Want to Do Imperial, Liberty                                                                | — | — | — | UK7 (9 Wo.)UK | US16 (24 Wo.)US | Erstveröffentlichung: 20. September 1965                      |
| 1966 | The Sonny Side of Chér Imperial, Liberty                                                                 | — | — | — | UK11 (11 Wo.)UK | US26 (19 Wo.)US | Erstveröffentlichung: Februar 1966                            |
| 1966 | Chér Imperial, Liberty                                                                                   | — | — | — | — | US59 (14 Wo.)US | Erstveröffentlichung: Oktober 1966                            |
| 1967 | With Love, Chér Imperial, Liberty                                                                        | — | — | — | — | US47 (14 Wo.)US | Erstveröffentlichung: November 1967                           |
| 1968 | Backstage auch bekannt als: This is Chér (1970) Imperial, Liberty                                        | — | — | — | — | — | Erstveröffentlichung: Juli 1968                               |
| 1969 | 3614 Jackson Highway Atco, Rhino                                                                         | — | — | — | — | US160 (3 Wo.)US | Erstveröffentlichung: 20. Juni 1969                           |
| 1971 | Chér auch bekannt als: Gypsys, Tramps & Thieves Kapp, MCA (Universal)                                    | — | — | — | — | US16 Gold · (45 Wo.)US | Erstveröffentlichung: September 1971 Verkäufe: + 500.000      |
| 1972 | Foxy Lady Kapp, MCA (Universal)                                                                          | — | — | — | — | US43 (22 Wo.)US | Erstveröffentlichung: 10. Juli 1972                           |
| 1973 | Bittersweet White Light auch bekannt als: Bittersweet - The Love Songs Collection (1999) MCA (Universal) | — | — | — | — | US140 (8 Wo.)US | Erstveröffentlichung: April 1973                              |
| 1973 | Half-Breed MCA (Universal)                                                                               | — | — | — | — | US28 Gold · (25 Wo.)US | Erstveröffentlichung: September 1973 Verkäufe: + 500.000      |
| 1974 | Dark Lady MCA (Universal)                                                                                | — | — | — | — | US69 (14 Wo.)US | Erstveröffentlichung: Mai 1974                                |
| 1975 | Stars Warner Bros.                                                                                       | — | — | — | — | US153 (7 Wo.)US | Erstveröffentlichung: Mai 1975                                |
| 1976 | I’d Rather Believe in You Warner Bros.                                                                   | — | — | — | — | — | Erstveröffentlichung: Oktober 1976                            |
| 1977 | Cherished Warner Bros.                                                                                   | — | — | — | — | — | Erstveröffentlichung: September 1977                          |
| 1979 | Take Me Home Casablanca, Philips                                                                         | — | — | — | — | US25 Gold · (21 Wo.)US | Erstveröffentlichung: 25. Januar 1979 Verkäufe: + 500.000     |
| 1979 | Prisoner auch bekannt als: Holdin' Out For Love (1991) auch bekannt als: Outrageous (1991) Casablanca    | — | — | — | — | — | Erstveröffentlichung: 22. Oktober 1979                        |
| 1982 | I Paralyze Columbia (Sony)                                                                               | — | — | — | — | — | Erstveröffentlichung: 28. Mai 1982                            |
| 1987 | Cher Geffen (Universal)                                                                                  | — | — | — | UK26 Gold · (22 Wo.)UK | US32 Platin · (41 Wo.)US | Erstveröffentlichung: 10. November 1987 Verkäufe: + 1.135.000 |
| 1989 | Heart of Stone Geffen (Universal)                                                                        | DE19 (18 Wo.)DE | AT15 (14 Wo.)AT | — | UK7 Platin · (82 Wo.)UK | US10 ×3Dreifachplatin · (53 Wo.)US                                                                                                | Erstveröffentlichung: 19. Juni 1989 Verkäufe: + 4.025.000     |
| 1991 | Love Hurts Geffen (Universal)                                                                            | DE6 Platin · (46 Wo.)DE | AT1 Platin · (40 Wo.)AT | CH3 Platin · (28 Wo.)CH | UK1 ×3Dreifachplatin · (51 Wo.)UK                                                                                                 | US48 Gold · (34 Wo.)US | Erstveröffentlichung: 18. Juni 1991 Verkäufe: + 2.335.000     |
| 1995 | It’s a Man’s World WEA, Reprise                                                                          | DE74 (8 Wo.)DE | AT8 (16 Wo.)AT | — | UK10 Gold · (22 Wo.)UK | US64 (10 Wo.)US | Erstveröffentlichung: 6. November 1995 Verkäufe: + 100.000    |
| 1998 | Believe WEA, Warner Bros.                                                                                | DE1 ×2Doppelplatin · (52 Wo.)DE                                                                                                   | AT1 Platin · (37 Wo.)AT | CH2 ×2Doppelplatin · (47 Wo.)CH                                                                                                   | UK7 ×2Doppelplatin · (45 Wo.)UK                                                                                                   | US4 ×4Vierfachplatin · (76 Wo.)US                                                                                                 | Erstveröffentlichung: 25. Oktober 1998 Verkäufe: + 10.000.000 |
| 2000 | not.com.mercial ARTISTdirect                                                                             | — | — | — | — | — | Erstveröffentlichung: 8. November 2000                        |
| 2001 | Living Proof WEA, Warner Bros.                                                                           | DE13 Gold · (11 Wo.)DE | AT19 (5 Wo.)AT | CH16 Gold · (9 Wo.)CH | UK46 Gold · (3 Wo.)UK | US9 Gold · (21 Wo.)US | Erstveröffentlichung: 19. November 2001 Verkäufe: + 925.000   |
| 2013 | Closer to the Truth Warner Bros.                                                                         | DE6 (4 Wo.)DE | AT11 (4 Wo.)AT | CH11 (6 Wo.)CH | UK4 Silber · (7 Wo.)UK | US3 (24 Wo.)US | Erstveröffentlichung: 24. September 2013 Verkäufe: + 585.000  |
| 2018 | Dancing Queen Warner Bros.                                                                               | DE5 (10 Wo.)DE | AT4 (8 Wo.)AT | CH6 (7 Wo.)CH | UK2 Silber · (14 Wo.)UK | US3 (8 Wo.)US | Erstveröffentlichung: 28. September 2018 Verkäufe: + 517.000  |

grau schraffiert: keine Chartdaten aus diesem Jahr verfügbar
→ Sonny and Cher/Diskografie

## Filmografie

### Kinofilme
- 1965: Wild on the Beach (Regie: Maury Dexter)
- 1967: Good Times (Regie: William Friedkin)
- 1969: Chastity (Regie: Alessio de Paola)
- 1982: Komm zurück, Jimmy Dean (Come Back to the Five and Dime, Jimmy Dean, Jimmy Dean, Regie: Robert Altman)
- 1983: Silkwood (Regie: Mike Nichols)
- 1985: Die Maske (Mask, Regie: Peter Bogdanovich)
- 1987: Die Hexen von Eastwick (The Witches of Eastwick, Regie: George Miller)
- 1987: Suspect – Unter Verdacht (Suspect, Regie: Peter Yates)
- 1987: Mondsüchtig (Moonstruck, Regie: Norman Jewison)
- 1990: Meerjungfrauen küssen besser (Mermaids, Regie: Richard Benjamin)
- 1996: Der Hochzeitstag (Faithful, Regie: Paul Mazursky)
- 1999: Tee mit Mussolini (Tea with Mussolini, Regie: Franco Zeffirelli)
- 2003: Unzertrennlich (Stuck on You, Kurzauftritt, Regie: Bobby Farrelly)
- 2010: Burlesque (Regie: Steven Antin)
- 2011: Der Zoowärter (The Zookeeper, Sprechrolle, Regie: Frank Coraci)
- 2018: Mamma Mia! Here We Go Again (Regie: Ol Parker)

### Fernsehfilme
- 1996: Haus der stummen Schreie (If These Walls Could Talk, auch Regie)

### Fernsehspecials
- 1971: The Sonny & Cher Comedy Hour
- 1978: Cher... Special
- 1979: Cher & Other Fantasies
- 1990: Cher... at the Mirage
- 1999: Cher: Live in Concert from Las Vegas
- 2003: Cher: The Farewell Tour
- 2013: Dear Mom, Love Cher

### Fernsehshows
- 1970–1971: The Sonny and Cher Nitty Gritty Hour
- 1971–1974: The Sonny and Cher Comedy Hour
- 1975–1976: The Cher Show
- 1976–1977: The Sonny and Cher Show

### Fitness-Videos
- 1991: Cher Fitness – Das neue Körpergefühl (CherFitness: A New Attitude)
- 1992: Cher Fitness – Das neue Körperbewusstsein (CherFitness: Body Confidence)

## Theater
- 1982: Come Back to the 5 & Dime, Jimmy Dean, Jimmy Dean (18. Februar bis 4. April, Martin Beck Theater, New York City)

## Tourneen und Konzertreihen
| Jahr      | Titel                            | Anzahl Shows | Einspielergebnis | Kontinente                      | Veröffentlichungsformat(e)                             |
| --------- | -------------------------------- | ------------ | ---------------- | ------------------------------- | ------------------------------------------------------ |
| 1979–1982 | Take Me Home Tour                | 24           | unbekannt        | Nordamerika, Europa, Australien |                                                        |
| 1979–1982 | A Celebration at Caesar’s Palace | 125          | unbekannt        | Nordamerika, Europa, Australien |                                                        |
| 1989–1990 | Heart of Stone Tour              | 72           | 40 Mio. $        | Nordamerika, Europa, Australien | VHS, Laserdisc, DVD (Extravaganza: Live at the Mirage) |
| 1991–1992 | Love Hurts Tour                  | 24           | 45 Mio. $        | Nordamerika, Europa             |                                                        |
| 1999–2000 | Do You Believe? Tour             | 121          | 160 Mio. $       | Nordamerika, Europa,            | VHS, DVD (Live in Concert)                             |
| 2002–2005 | Living Proof: The Farewell Tour  | 325          | 260 Mio. $       | Nordamerika, Europa, Ozeanien,  | VHS, DVD, CD (The Farewell Tour)                       |
| 2008–2011 | Cher at the Colosseum            | 192          | 97,4 Mio. $      | Nordamerika                     |                                                        |
| 2014      | Dressed to Kill Tour             | 49           | 55 Mio. $        | Nordamerika                     |                                                        |
| 2017–2020 | Classic Cher                     | 102          | 41 Mio. $        | Nordamerika                     |                                                        |
| 2018–2019 | Here We Go Again Tour            | 82           |                  | Australien, Nordamerika, Europa |                                                        |

## Auszeichnungen
| Oscar                                    | Oscar     | Oscar                                                                     | Oscar                                                                         |
| Jahr                                     | Ergebnis  | Kategorie                                                                 | Für                                                                           |
| ---------------------------------------- | --------- | ------------------------------------------------------------------------- | ----------------------------------------------------------------------------- |
| 1984                                     | Nominiert | „Beste Nebendarstellerin“                                                 | Silkwood                                                                      |
| 1988                                     | Gewonnen  | „Beste Hauptdarstellerin“                                                 | Mondsüchtig                                                                   |
| Grammy Award                             |           |                                                                           |                                                                               |
| Jahr                                     | Ergebnis  | Kategorie                                                                 | Für                                                                           |
| 1966                                     | Nominiert | „Beste Neue Künstler“                                                     | Sonny & Cher                                                                  |
| 1972                                     | Nominiert | „Beste weibliche Pop-Gesangsdarbietung“                                   | Gypsys, Tramps & Thieves                                                      |
| 1972                                     | Nominiert | „Beste Pop-Darbietung eines Duos oder einer Gruppe mit Gesang“            | All I Ever Need Is You                                                        |
| 2000                                     | Nominiert | „Single des Jahres“                                                       | Believe                                                                       |
| 2000                                     | Nominiert | „Bestes Pop-Gesangsalbum“                                                 | Believe                                                                       |
| 2000                                     | Gewonnen  | „Beste Dance-Aufnahme“                                                    | Believe                                                                       |
| 2004                                     | Nominiert | „Beste Dance-Aufnahme“                                                    | Love One Another                                                              |
| Emmy                                     |           |                                                                           |                                                                               |
| Jahr                                     | Ergebnis  | Kategorie                                                                 | Für                                                                           |
| 1972                                     | Nominiert | „Herausragende Varietéserie – Musikalisch“                                | The Sonny & Cher Comedy Hour                                                  |
| 1972                                     | Nominiert | „Herausragende Einzelsendung – Varieté oder Musikalisch“                  | The Sonny and Cher Comedy Hour                                                |
| 1973                                     | Nominiert | „Herausragende Musikalische Varietéserie“                                 | The Sonny & Cher Comedy Hour                                                  |
| 1974                                     | Nominiert | „Herausragende Varieté-Musik-Serie“                                       | The Sonny & Cher Comedy Hour                                                  |
| 1975                                     | Nominiert | „Herausragende Comedy-Varieté- oder Musikserie“                           | The Sonny & Cher Comedy Hour                                                  |
| 2000                                     | Nominiert | „Herausragende Individuelle Leistung in einer Varieté- oder Musiksendung“ | Cher: Live in Concert                                                         |
| 2003                                     | Gewonnen  | „Herausragendes Varieté-, Musik- oder Comedyspecial“                      | Cher – The Farewell Tour                                                      |
| Hollywood Walk of Fame                   |           |                                                                           |                                                                               |
| Jahr                                     | Ergebnis  | Kategorie                                                                 | Für                                                                           |
| 1999                                     | Ehrung    | „Fernsehen“                                                               | erfolgreiche Fernsehkarriere in den 1970er Jahren                             |
| Golden Globe Award                       |           |                                                                           |                                                                               |
| Jahr                                     | Ergebnis  | Kategorie                                                                 | Für                                                                           |
| 1974                                     | Gewonnen  | „Beste Serien-Hauptdarstellerin – Komödie oder Musical“                   | The Sonny & Cher Comedy Hour                                                  |
| 1983                                     | Nominiert | „Beste Nebendarstellerin“                                                 | Come Back to the Five and Dime, Jimmy Dean, Jimmy Dean                        |
| 1984                                     | Gewonnen  | „Beste Nebendarstellerin“                                                 | Silkwood                                                                      |
| 1986                                     | Nominiert | „Beste Hauptdarstellerin – Drama“                                         | Die Maske                                                                     |
| 1988                                     | Gewonnen  | „Beste Hauptdarstellerin – Komödie oder Musical“                          | Mondsüchtig                                                                   |
| 1997                                     | Nominiert | „Beste Nebendarstellerin – Serie, Miniserie oder Fernsehfilm“             | Haus der stummen Schreie                                                      |
| Internationale Filmfestspiele von Cannes |           |                                                                           |                                                                               |
| Jahr                                     | Ergebnis  | Kategorie                                                                 | Für                                                                           |
| 1985                                     | Gewonnen  | „Beste Darstellerin“                                                      | Die Maske                                                                     |
| World Music Award                        |           |                                                                           |                                                                               |
| Jahr                                     | Ergebnis  | Kategorie                                                                 | Für                                                                           |
| 1999                                     | Ehrung    | „World Music Legend“                                                      | Lebenswerk                                                                    |
| Bambi                                    |           |                                                                           |                                                                               |
| Jahr                                     | Ergebnis  | Kategorie                                                                 | Für                                                                           |
| 2001                                     | Gewonnen  | „Beste Internationale Sängerin“                                           | –                                                                             |
| Echo                                     |           |                                                                           |                                                                               |
| Jahr                                     | Ergebnis  | Kategorie                                                                 | Für                                                                           |
| 1993                                     | Nominiert | „Beste Internationale Künstlerin“                                         | –                                                                             |
| 2000                                     | Gewonnen  | „Beste Internationale Künstlerin“                                         | –                                                                             |
| Billboard Music Awards                   |           |                                                                           |                                                                               |
| Jahr                                     | Ergebnis  | Kategorie                                                                 | Für                                                                           |
| 2000                                     | Gewonnen  | „Künstlerin des Jahres“                                                   | Believe                                                                       |
| 2000                                     | Gewonnen  | „Disco-Künstlerin des Jahres“                                             | Believe                                                                       |
| 2003                                     | Gewonnen  | „Disco-Künstlerin des Jahres“                                             | Living Proof                                                                  |
| 2003                                     | Ehrung    | –                                                                         | Lebenswerk                                                                    |
| 2017                                     | Ehrung    | Icon Award                                                                | Lebenswerk                                                                    |
| Women’s World Awards                     |           |                                                                           |                                                                               |
| Jahr                                     | Ergebnis  | Kategorie                                                                 | Für                                                                           |
| 2004                                     | Ehrung    |                                                                           | „als eine der erfolgreichsten Sängerinnen und Schauspielerinnen aller Zeiten“ |
| MTV Australia Video Music Awards         |           |                                                                           |                                                                               |
| Jahr                                     | Ergebnis  | Kategorie                                                                 | Für                                                                           |
| 2005                                     | Ehrung    | –                                                                         | Lebenswerk                                                                    |
| GLAAD Media Awards                       |           |                                                                           |                                                                               |
| Jahr                                     | Ergebnis  | Kategorie                                                                 | Für                                                                           |
| 1998                                     | Ehrung    | Vanguard Award                                                            | –                                                                             |
| David di Donatello                       |           |                                                                           |                                                                               |
| Jahr                                     | Ergebnis  | Kategorie                                                                 | Für                                                                           |
| 1988                                     | Gewonnen  | „Beste ausländische Schauspielerin“                                       | Mondsüchtig                                                                   |
| BAFTA Award                              |           |                                                                           |                                                                               |
| Jahr                                     | Ergebnis  | Kategorie                                                                 | Für                                                                           |
| 1985                                     | Nominiert | „Beste Nebendarstellerin“                                                 | Silkwood                                                                      |
| 1989                                     | Nominiert | „Beste Hauptdarstellerin“                                                 | Mondsüchtig                                                                   |
| Goldene Himbeere                         |           |                                                                           |                                                                               |
| Jahr                                     | Ergebnis  | Kategorie                                                                 | Für                                                                           |
| 2011                                     | Nominiert | „Schlechteste Nebendarstellerin“                                          | Burlesque                                                                     |
| Glamour (Zeitschrift)                    |           |                                                                           |                                                                               |
| Jahr                                     | Ergebnis  | Kategorie                                                                 | Für                                                                           |
| 2010                                     | Ehrung    | „Lebenswerk“                                                              | Lebenswerk                                                                    |
| Armenian Music Awards                    |           |                                                                           |                                                                               |
| Jahr                                     | Ergebnis  | Kategorie                                                                 | Für                                                                           |
| 2008                                     | Ehrung    | „Lebende Legende“                                                         | Lebenswerk                                                                    |

- 2018: Kennedy-Preis

## Soziales Engagement
Nachdem sich Cher seit vier Jahren in einer weltweiten Kampagne um das Schicksal von Kaavan, einem ursprünglich aus Sri Lanka stammenden Elefanten gesorgt hatte, wurde dieser am 4. September 2020 im Marghazar Zoo in Pakistan von Amir Khalil und Frank Goeritz vom Leibniz-Institut für Zoo- und Wildtierforschung (IZW) tierärztlich untersucht und für eine Verlegung in ein Elefantenschutzgebiet freigegeben. Ende November 2020 wurde er umgesiedelt.

## Werke
- Cher: The Memoir. Harpercollins, New York 2024, ISBN 978-0-00-835534-0.